# Manager (gioco da tavolo)
Manager è un gioco da tavolo prodotto in Francia nel 1976 (nome originale Business) e distribuito in Italia da Editrice Giochi nel 1980.
Il gioco ricalca in parte la struttura di Monopoly, con la possibilità di comprare società o materie prime capitando nelle apposite caselle. A differenza di Monopoli però Manager si ripropone di rappresentare in modo più verosimile una "esercitazione di comando" nel mondo industriale e finanziario
Le imprese che si possono comprare sono 20 importanti marchi o società (per lo più italiane) dell'epoca:
- Agusta
- Alitalia
- Banco di Roma
- Capital
- Compagnia di Assicurazione di Milano
- Credito Italiano
- Dalmine
- Enel
- Fiat
- JWT
- Martini & Rossi
- Mira Lanza
- Misura
- Olivetti
- Omega
- Postalmarket
- Sanpellegrino
- Sintex
- Standa
- Veglia-Borletti